# Flux volumètric
En física i enginyeria, en particular en dinàmica de fluids, el cabal volumètric (també conegut com a cabal volumètric o velocitat volumètrica) és el volum de fluid que passa per unitat de temps; normalment es representa amb el símbol Q (de vegades {\displaystyle {\dot {V}}}). La seva unitat SI és el metre cúbic per segon (m³/s).
Contrasta amb el cabal màssic, que és l'altre tipus principal de cabal de fluids. En la majoria de contextos, una menció de "taxa de flux de fluid" probablement es refereix a la taxa volumètrica. En hidrometria, el cabal volumètric es coneix com a cabal.
El cabal volumètric a través d'una unitat d'àrea s'anomena flux volumètric, tal com es defineix per la llei de Darcy i es representa amb el símbol q. Per contra, la integració d'un flux volumètric sobre una àrea determinada dóna el cabal volumètric.

## Unitats
La unitat SI és el metre cúbic per segon (m³/s). Una altra unitat utilitzada són els centímetres cúbics estàndard per minut (SCCM). En les unitats habituals dels EUA i les unitats imperials, el cabal volumètric sovint s'expressa en peus cúbics per segon (ft³/s) o galons per minut (ja siguin definicions dels EUA o imperials). En oceanografia, l'sverdrup (símbol: Sv, que no s'ha de confondre amb el sievert) és una unitat de flux no mètrica del SI, on 1 Sv és igual a 1 milió metres cúbics per segon (35,000,000 cu ft/s); és equivalent a la unitat derivada del SI hectòmetre cúbic per segon (símbol: hm³/s o hm³⋅s−1). Anomenat així en honor a Harald Sverdrup, s'utilitza gairebé exclusivament en oceanografia per mesurar la taxa volumètrica de transport dels corrents oceànics.

## Definició alternativa
El cabal volumètric també es pot definir per
{\displaystyle Q=\mathbf {v} \cdot \mathbf {A} ,}
on
v = velocitat macroscòpica,
A = secció vector area/superfície.
L'equació anterior només és certa per a una velocitat de flux uniforme o homogènia i una secció transversal plana o planar. En general, incloent-hi velocitats de flux espacialment variables o no homogènies i superfícies corbes, l'equació esdevé una integral de superfície:
{\displaystyle Q=\iint _{A}\mathbf {v} \cdot \mathrm {d} \mathbf {A} .}
Aquesta és la definició que s'utilitza a la pràctica. L'àrea necessària per calcular el cabal volumètric és real o imaginària, plana o corba, ja sigui com a àrea de secció transversal o com a superfície. L'àrea vectorial és una combinació de la magnitud de l'àrea a través de la qual passa el volum, A, i un vector unitari normal a l'àrea, {\displaystyle {\hat {\mathbf {n} }}}. La relació és {\displaystyle \mathbf {A} =A{\hat {\mathbf {n} }}}.

## Relació amb el cabal màssic
Quan es coneix el cabal màssic i es pot assumir que la densitat és constant, aquesta és una manera fàcil d'obtenir-ne {\displaystyle Q} :
{\displaystyle Q={\frac {\dot {m}}{\rho }},}
on
ṁ = mass flow rate (in kg/s),
ρ = density (in kg/m3).